# Pułk kawalerii Saxe-Weymar

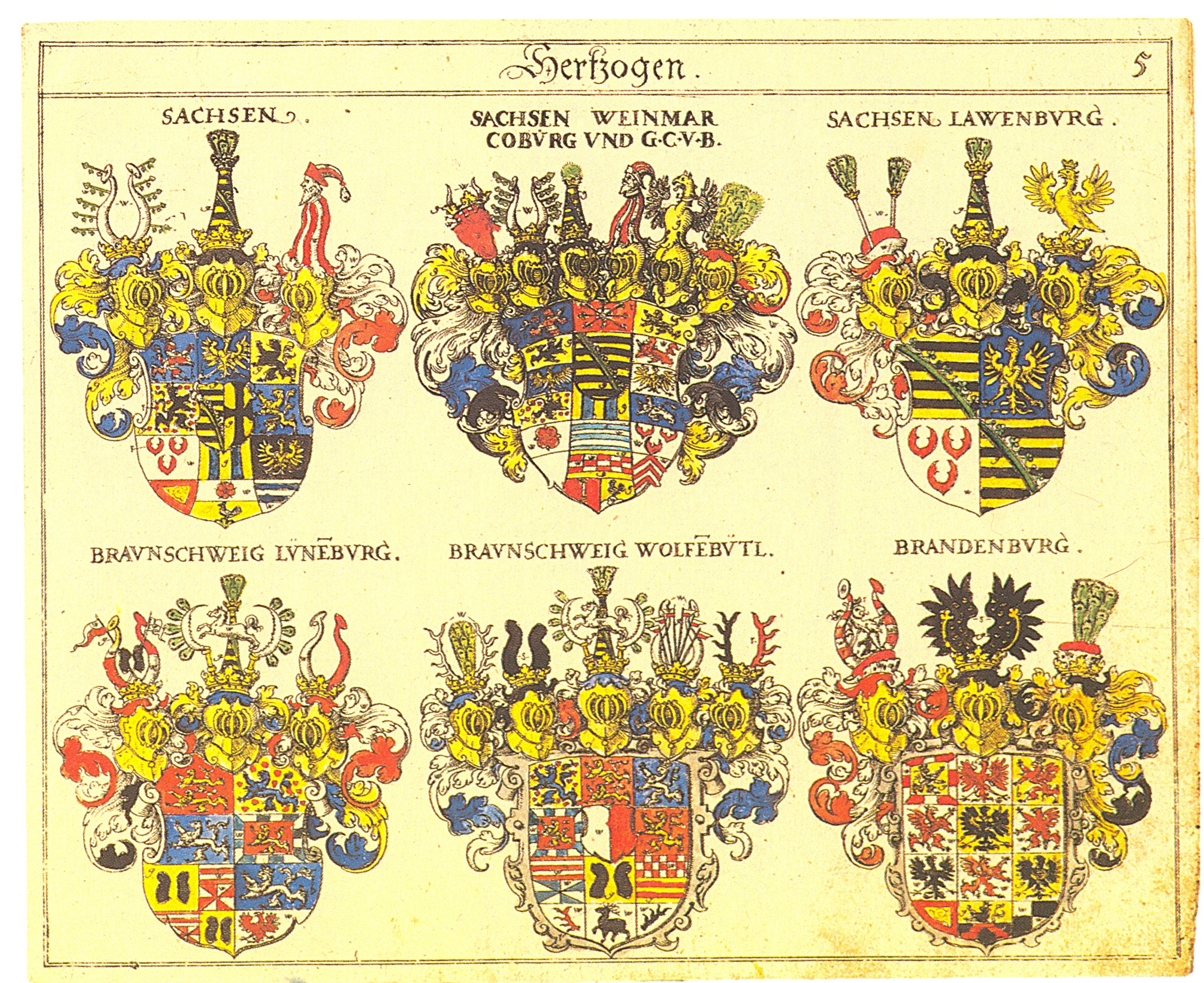
Herb książąt Sachsen-Weimar

Pułk kawalerii Saxe-Weymar (fr. Régiment de Saxe-Weymar) – niemiecki pułk kawalerii Księstwa Sachsen-Weimar, w 1635 przeszedł na żołd Francji Ludwika XIII Burbona.
W 1651 jego właścicielami została rodzina Turenne (Tureniuszy).
Jednym z dowódców pułku był Henri de Turenne (1611–1675), od 7 lipca 1740 – Godefroi Charles Henri de La Tour d’Auvergne, książę de Turenne (1728-1792), a od 16 kwietnia 1759 – Armand Louis de Béthune, markiz de Bethune (1711-1788).